# Butig
Butig è una municipalità di sesta classe delle Filippine, situata nella Provincia di Lanao del Sur, nella Regione Autonoma nel Mindanao Musulmano.
Butig è formata da 16 baranggay:
- Bayabao Poblacion
- Butig Proper
- Cabasaran
- Coloyan Tambo
- Dilimbayan
- Dolangan
- Malungun
- Pindolonan
- Poktan
- Ragayan
- Raya
- Samer
- Sandab Madaya
- Sundig
- Timbab
- Tiowi